# Sementina
Sementina es una comuna suiza del cantón del Tesino, localizada en el distrito de Bellinzona, círculo del Tesino. Limita al norte con las comunas de Monte Carasso, al sur con Giubiasco, y al occidente con Gudo y Cugnasco-Gerra.